# Мадонна с вуалью
«Мадонна с вуалью» (итал. Madonna del Velo) — одна из мадонн Рафаэля, размером 120×90 см, написанная им в 1508 году по заказу папы Юлия II для храма Санта-Мария дель Пополо, где висела напротив рафаэлевского портрета заказчика и именовалась «Мадонной дель Пополо» (Madonna del Popolo). Понтифик остался настолько доволен исполнением заказа, что вскоре заказал художнику более масштабную версию сюжета — «Сикстинскую мадонну».
Картина, известная по многочисленным гравюрам и репродукциям, изображает святое семейство — Марию, Иосифа и младенца Христа. Мадонна своей позой и нарядом напоминает фигуру Справедливости в ватиканских станцах Рафаэля. Младенец играет с вуалью своей матери, которым та обернёт его голову после распятия. Из полумрака на происходящее с грустью взирает как бы предвидящий будущее Иосиф. Рентгеновское исследование показало, что фигура Иосифа изначально не входила в замысел художника и была дописана им позже, заменив окошко в углу композиции.
В 1591 году Мадонну дель Пополо и парный к ней портрет папы Юлия II забрал из церкви племянник папы Григория XIV — кардинал Сфондрати. Через 17 лет он продал обе картины Шипионе Боргезе. По состоянию на 1693 год оба полотна оставались в собрании Боргезе, однако в XVIII веке их следы теряются. Долгое время считалось, что картина попала в святилище Богородицы в Лорето, оттого за ней закрепилось второе название — «Мадонна Лорето» (Madonna Loreto). Когда в 1759 году и это полотно пропало, его пришлось заменить низкокачественной копией, которая некоторое время выдавалась монахами за оригинал.
В 1979 г. Институт Франции и Луврский музей организовали выставку в музее Конде (замок Шантильи), на которой публике была представлена расчищенная от позднейших записей и отреставрированная версия Мадонны с вуалью. В каталоге замка она традиционно числилась как произведение малоизвестного Джанфранческо Пенни. Французским учёным удалось доказать, что оригинал Рафаэля вовсе не был утрачен, как принято было считать, а хранился в собрании принцев Конде в Шантильи. Рентгеновские исследования подтвердили, что по мере работы над полотном автор внёс несколько существенных изменений в композицию Святого семейства.
В 1920-е гг. И. Э. Грабарь атрибутировал как оригинал «Мадонны с вуалью» вариант картины, обнаруженный на чердаке дома Анатолия Демидова в Нижнем Тагиле. После реставрации «Тагильская Мадонна» экспонировалась в Пушкинском музее. Только в конце 1970-х музейные сотрудники отказались от атрибуции полотна Рафаэлю и вернули его в Нижнетагильский музей изобразительных искусств.